# Janusz Olech
Janusz Roman Olech (ur. 4 kwietnia 1965 w Warszawie) – polski szermierz, szablista. Srebrny medalista igrzysk olimpijskich i mistrzostw świata.

## Kariera sportowa
Treningi rozpoczął w Marymoncie Warszawa, od 1985 był zawodnikiem Legii. Zdobywał medale mistrzostw świata w kategorii juniorów oraz seniorów (srebro w drużynie podczas mistrzostw świata w Sofii w 1986). W 1987 zdobył Puchar Świata. 
Na igrzyskach olimpijskich w Seulu w 1988 roku wywalczył srebrny medal w turnieju indywidualnym, przegrywając w finale z Francuzem Jean-Françoisem Lamourem 4:10. W turnieju drużynowym był piąty. Na rozgrywanych cztery lata później igrzyskach olimpijskich w Barcelonie był szósty drużynowo i dwunasty indywidualnie. Brał też udział w igrzyskach olimpijskich w Atlancie w 1996 roku, gdzie zajął 4. miejsce w zawodach drużynowych i 22. w indywidualnych.
W swej karierze pięciokrotnie był indywidualnym mistrzem Polski (1986, 1988, 1991, 1995, 1996).